# Batalla de Podraga
La batalla de Podraga (en rumano: Bătălia de la Podraga, hoy Podriga, en el distrito de Botoșani de Rumanía) tuvo lugar el 4 de agosto de 1435 entre los hermanos Iliaș y Esteban II (dos de los hijos de Alejandro el Bueno), pretendientes al trono de Moldavia.
En el marco de la usurpación del trono por parte de Esteban II, Elías I, con la ayuda de su cuñado Vladislao III de Polonia trata de recuperar el trono, pero el resultado de la batalla no trajo una solución clara al conflicto. La mediación de Vladislao forzó la reconciliación de los hermanos y al reparto del reino, en una solución de gobierno conjunto que duraría hasta 1443 cuando Elías es cegado.